# Anno Domini

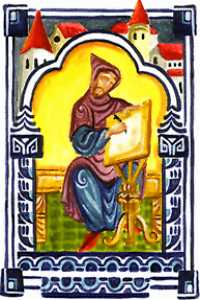
Dionysius Exiguus, který zavedl letopočet Anno Domini při psaní tabulek s daty Velikonoc.

Anno Domini (zkratka A. D.) znamená latinsky „Léta Páně“ (L. P.) a označuje letopočet od narození Krista. Vyskytuje se v historických křesťanských dokumentech, na nápisech apod. V češtině se běžně používá označení „našeho letopočtu“ (zkratka n. l.) nebo „po Kristu“ (po Kr.), případně „křesťanské éry“ ad.
Latinský název běžně používá i angličtina (zkracuje na AD), vedle něho ale také používá označení „Common Era“ (zkratka „CE“, „C.E.“) jako obdobu „našeho letopočtu“ („n. l.“).
Léta před narozením Krista označuje latinské ante Christum natum (zkratka AC) což znamená před narozením (Ježíše) Krista.

## Rozšíření křesťanského letopočtu
Označení je používáno pro počítání let v křesťanské éře a je konvenčně používáno juliánským a gregoriánským kalendářem. Přesněji, roky mohou být specifikovány také jako Anno Domini Nostri Iesu (Jesu) Christi („v roce našeho pána Ježíše Krista“). Datování 'anno Domini' bylo poprvé zavedeno roku 525 a začalo být používáno v Západní Evropě během 8. století.
Číslování let podle křesťanské éry je běžně dominantní v mnoha zemích světa, a to jak v komerční tak i ve vědecké praxi. Po desetiletí je globálním standardem uznávaným mezinárodními institucemi jako např. Organizace spojených národů nebo Světová poštovní unie. Příčinou je, že tento způsob datování, díky křesťanství, převládá v západním světě, který má velký vliv na vědu, technologii a obchod, stejně jako skutečnost, že solární Gregoriánský kalendář je považován za astronomicky poměrně přesný.

## Angličtina
Tradičně angličtina kopíruje latinu při umísťování zkratky AD před číslici roku, zatímco zkratku BC umísťuje za číslici roku; např. 64 BC, ale AD 2007. Přesto se nyní běžně používá i umístění zkratky AD za číslicí roku (např. 2007 AD), podobně jako při použití zkratky BC, a je také používána při označení století nebo tisíciletí, jako např. 4. století AD nebo 2. tisíciletí AD, navzdory nevhodné kombinaci slov v tomto případě („ve 4. století v roce našeho Pána“). Všimněte si, že v tomto případě písmeno „A“ ve výrazu AD by mohlo být považováno za množné číslo, tj. „annis domini“, což lze přeložit jako „v letech našeho Pána“ a tím se daný problém odstraní.

## Jiné názvy

### Křesťanské názvy
Anno domini se používá pro stejné označení, jako archaické léta Páně nebo modernější po Kristu.
Do 18. století se používal také výraz Anno Salutis, latinsky v roce Spásy lidstva od věčného zatracení, která dle křesťanského pojetí přišla s narozením Ježíše Krista. Často jsou používány propracovanější formy tohoto výrazu, jako např. Anno Nostrae Salutis (v roce naší spásy), Anno Salutis Humanae (v roce spásy lidstva), Anno Reparatae Salutis (v roce dovršené spásy).

### Civilní názvy
Stejný význam má i výraz náš letopočet, který se vyhýbá odkazu na křesťanský původu tohoto letopočtu. To může být považováno za vhodnější pro civilní, nenáboženské účely a také v dialogu s ostatními církvemi. Některými lidmi je takové označení vnímáno jako politicky korektní.
V židovském kontextu je někdy používán výraz občanský letopočet (o. l.). Čínská lidová republika založená roku 1949 převzala západní datování, když tuto éru nazvala gōngyuán (公元), což doslovně znamená Běžný letopočet.
V některých speciálních případech (Thelema, Alfred Jarry, zednářství) se používá latinský výraz Era vulgaris (e.v.).